# Bisschop van Whitby
Bisschop van Whitby is een episcopale titel die gebruikt wordt door een hulpbisschop (suffragan bishop) van het Anglicaanse aartsbisdom York, in de kerkprovincie York, Engeland. De hulpbisschop heeft geen eigen bisdom, maar bestuurt het aartsdekanaat Cleveland. De titel "bisschop van Whitby" is afkomstig van het dorp Whitby in North Yorkshire. 'Suffragan bishop' dient niet verward te worden met de katholieke term suffragaan bisschop. In de Anglicaanse kerk worden zowel suffragane bisschoppen als hulpbisschoppen 'suffragan bishop' genoemd. 

## Lijst van bisschoppen van Whitby
| Van  | Tot   | Naam                          | Opmerkingen                                         |
| ---- | ----- | ----------------------------- | --------------------------------------------------- |
| 1923 | 1939  | Henry Woollcombe              | (1869–1941); werd bisschop van Selby                |
| 1939 | 1947  | Harold Hubbard                | (1883–1953); emeritaat                              |
| 1947 | 1954  | Walter Baddeley               | (1894–1960); werd bisschop van Blackburn            |
| 1954 | 1961  | Philip Wheeldon               | (1913–1992); werd bisschop van Kimberley en Kuruman |
| 1961 | 1972  | George Snow                   | (1907–1991); emeritaat                              |
| 1972 | 1975  | John Yates                    | (1925–2008); werd bisschop van Gloucester           |
| 1976 | 1983  | Clifford Barker               | (1926); werd bisschop van Selby                     |
| 1983 | 1999  | Gordon Bates                  | (1934); emeritaat                                   |
| 1999 | 2008  | Robert Ladds                  | (1941); emeritaat                                   |
| 2010 | 2012  | Martin Warner                 | (1958); werd bisschop van Chichester                |
| 2012 | heden | Philip North (bisschop-elect) | (1967)                                              |